# Judicael

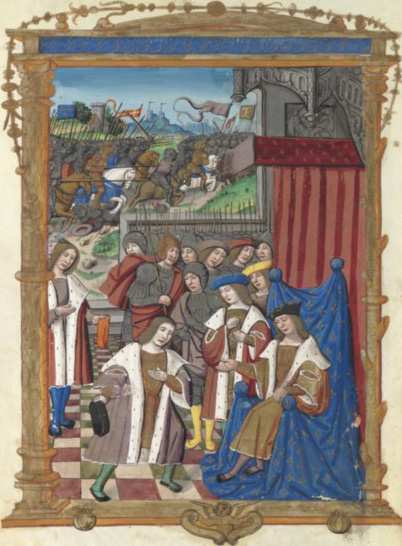
Homenaje de Judicael a Dagoberto I

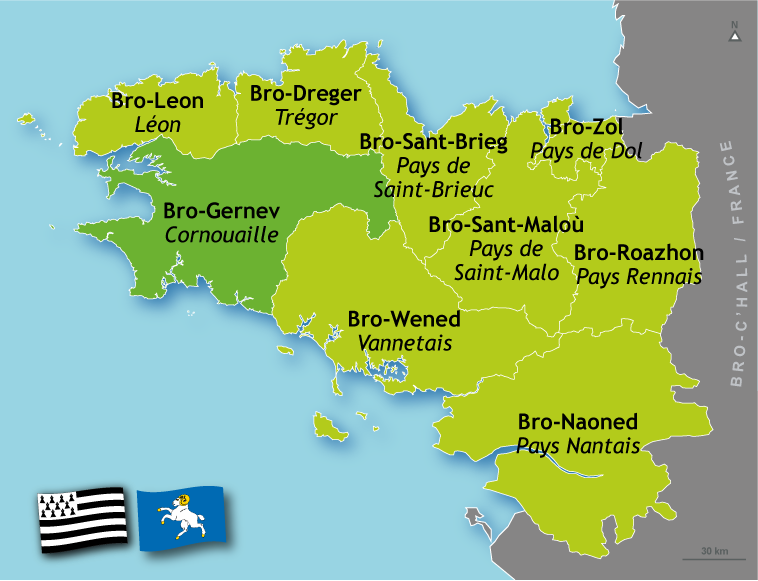
Localización de las comunas de Bretaña.

Judicael (en Idioma bretón: Judicael ap Hoel), (*590 – 17 de diciembre de 658) fue rey de Dumnonia y Bretaña en el siglo VII. Durante su reinado de la Bretaña, san Judicael procuró en gran manera la concordia entre los bretones y los francos. Su reino se convirtió en vasallo del reino franco, bajo Dagoberto I. En 635, Dagoberto ordenó a Judicael ir al palacio de Clichy para renovar su lealtad. El rey bretón obedeció y llegó con regalos, pero aparentemente ofendió a Dagoberto al negarse a comer en la mesa real.
Tras abdicar de su realeza, se dice que vivió en el monasterio de Saint-Méen de Bretaña (c. 650), dedicando el resto de su vida a predicar en los bosques de Paimpont en la Brocelianda (en francés bretón: forêt de Brocéliande) de la región de Bretaña al suroeste de Rennes.
Las peregrinaciones y el predicamento se consolidaron en 645, cuando Judicael fundó el priorato de Paimpont, que luego dio lugar al monasterio benedictino.
De acuerdo a los registros litúrgicos, su nombre puede encontrarse escrito en diversos idiomas como: Iudicael, Judicaël, Judhaël, Judhael, Judhel, Juhel, Jézéquel, Jezekel, Jezekael, Jekel, Jezekelig, Jikael, Jikel, Gicquel, Giquel, Gaël y Gaëlle.